# Campeonato Alemán de Fútbol 1937
El Campeonato Alemán de Fútbol 1937 fue la 30.ª edición de la máxima competición futbolística de Alemania.

## Fase de grupos

### Grupo A
|   | Clasificación         | Pts | PJ | PG | PE | PP | GF | GC |
| - | --------------------- | --- | -- | -- | -- | -- | -- | -- |
| 1 | Hamburgo SV           | 12  | 6  | 6  | 0  | 0  | 27 | 4  |
| 2 | BC Hartha             | 5   | 6  | 2  | 1  | 3  | 13 | 17 |
| 3 | Hindenburg Allenstein | 4   | 6  | 1  | 2  | 3  | 10 | 21 |
| 4 | Beuthener SuSV        | 3   | 6  | 1  | 1  | 4  | 12 | 20 |

### Grupo B
|   | Clasificación  | Pts | PJ | PG | PE | PP | GF | GC |
| - | -------------- | --- | -- | -- | -- | -- | -- | -- |
| 1 | FC Schalke 04  | 11  | 6  | 5  | 1  | 0  | 31 | 5  |
| 2 | Werder Bremen  | 9   | 6  | 4  | 1  | 1  | 20 | 10 |
| 3 | Hertha BSC     | 4   | 6  | 2  | 0  | 4  | 12 | 13 |
| 4 | Viktoria Stolp | 0   | 6  | 0  | 0  | 6  | 1  | 36 |

### Grupo C
|   | Clasificación  | Pts | PJ | PG | PE | PP | GF | GC |
| - | -------------- | --- | -- | -- | -- | -- | -- | -- |
| 1 | VfB Stuttgart  | 9   | 6  | 4  | 1  | 1  | 12 | 3  |
| 2 | Wormatia Worms | 9   | 6  | 4  | 1  | 1  | 11 | 3  |
| 3 | SV Dessau 05   | 4   | 6  | 2  | 0  | 4  | 6  | 12 |
| 4 | SV Kassel 06   | 2   | 6  | 2  | 0  | 4  | 7  | 18 |

### Grupo D
|   | Clasificación      | Pts | PJ | PG | PE | PP | GF | GC |
| - | ------------------ | --- | -- | -- | -- | -- | -- | -- |
| 1 | FC Núremberg       | 11  | 6  | 5  | 1  | 0  | 18 | 4  |
| 2 | Fortuna Düsseldorf | 6   | 6  | 2  | 2  | 2  | 9  | 8  |
| 3 | SV Waldhof 07      | 5   | 6  | 2  | 1  | 3  | 6  | 14 |
| 4 | SCB Viktoria Köln  | 2   | 6  | 1  | 0  | 5  | 4  | 11 |

## Fase final

### Semifinales
| FC Núremberg | 3 – 2 | Hamburgo SV |

| FC Schalke 04 | 4 – 2 | VfB Stuttgart |

### Tercer puesto
| VfB Stuttgart | 1 – 0 | Hamburgo SV |

### Final
| FC Schalke 04 | 2 – 0 | FC Núremberg |

|                                 |
| Campeón FC Schalke 04 3° título |